# Billy Corgan
William Patrick "Billy" Corgan, Jr. (Elk Grove Village, Illinois, 17 de marzo de 1967) es un músico, productor, compositor, escritor, poeta, empresario y promotor de lucha libre estadounidense, líder y miembro permanente de la banda The Smashing Pumpkins, formada por Corgan y el guitarrista James Iha en Chicago, en 1987. También es el propietario de la empresa de lucha libre profesional National Wrestling Alliance (NWA).
La banda rápidamente ganó popularidad con la incorporación de la bajista D'arcy Wretzky y el baterista Jimmy Chamberlin. La banda ha sido principalmente dirigida por Corgan, mediante sus letras confesionales, producción y notoria interpretación musical. En tres años, The Smashing Pumpkins se convirtió en un éxito discográfico. Un gran número de álbumes vendidos y tours a gran escala propulsaron la fama de la banda en los noventa, mientras que los problemas con las drogas de Chamberlin se intensificaron hasta que tuvo que ser despedido. La banda continuó como trío hasta que Chamberlin se reincorporó de nuevo en 1999, hasta su disolución en 2000. Tras esto Corgan comenzó una nueva banda junto a Chamberlin, llamada Zwan, y tras su separación lanzó dos álbumes en solitario, TheFutureEmbrace y Ogilala, además de una colección de poesía (Blinking with Fists) antes de proponerse reagrupar a The Smashing Pumpkins.
Es considerado uno de los mejores compositores de los años 1990 y uno de los mayores exponentes del rock alternativo

## Biografía
Hijo de Bill Corgan, músico de jazz, y Martha Corgan, auxiliar de vuelo, tuvo que soportar los continuos vaivenes de una familia divorciada.
En el año 1985, se trasladó desde Chicago (Illinois) a St. Petersburg (Florida), junto a The Marked, su primer grupo musical, de estilo rock gótico y post-punk, que se disolvió después de nueve meses. Posteriormente, retornó a Chicago para vivir con su padre.
Mientras se encontraba trabajando en una tienda de discos musicales a finales de la década de 1980, conoció a James Iha, con quien entabló una relación de amistad. Posteriormente conoció a D'Arcy Wretzky en un concierto de Dan Reed Network. Así, ellos tres y una caja de ritmos, conformaron The Smashing Pumpkins, una de las bandas representativas de la música alternativa de los años 90. A finales de los años 1980 cuando Billy Corgan fundó The Smashing Pumpkins, compaginó a esta formación con Deep Blue Dream, una banda con sonidos más cercanos al new wave y el post-punk que fue fundada por el músico Wayne Static (posteriormente líder de la banda de metal industrial Static-X), sin embargo, cuando Smashing Pumpkins empezó a obtener popularidad, decidió dedicar toda su atención a dicha banda y Deep Blue Dream se disolvió.
Cuando intentaron actuar en el local llamado Cabaret Metro, Joe Shanahan, el propietario, puso como condición la presencia de un baterista. De este modo ingresó Jimmy Chamberlin, gracias al contacto de un amigo mutuo. El show en el Cabaret Metro, el 10 de abril de 1988, fue el primero con la alineación original completa.

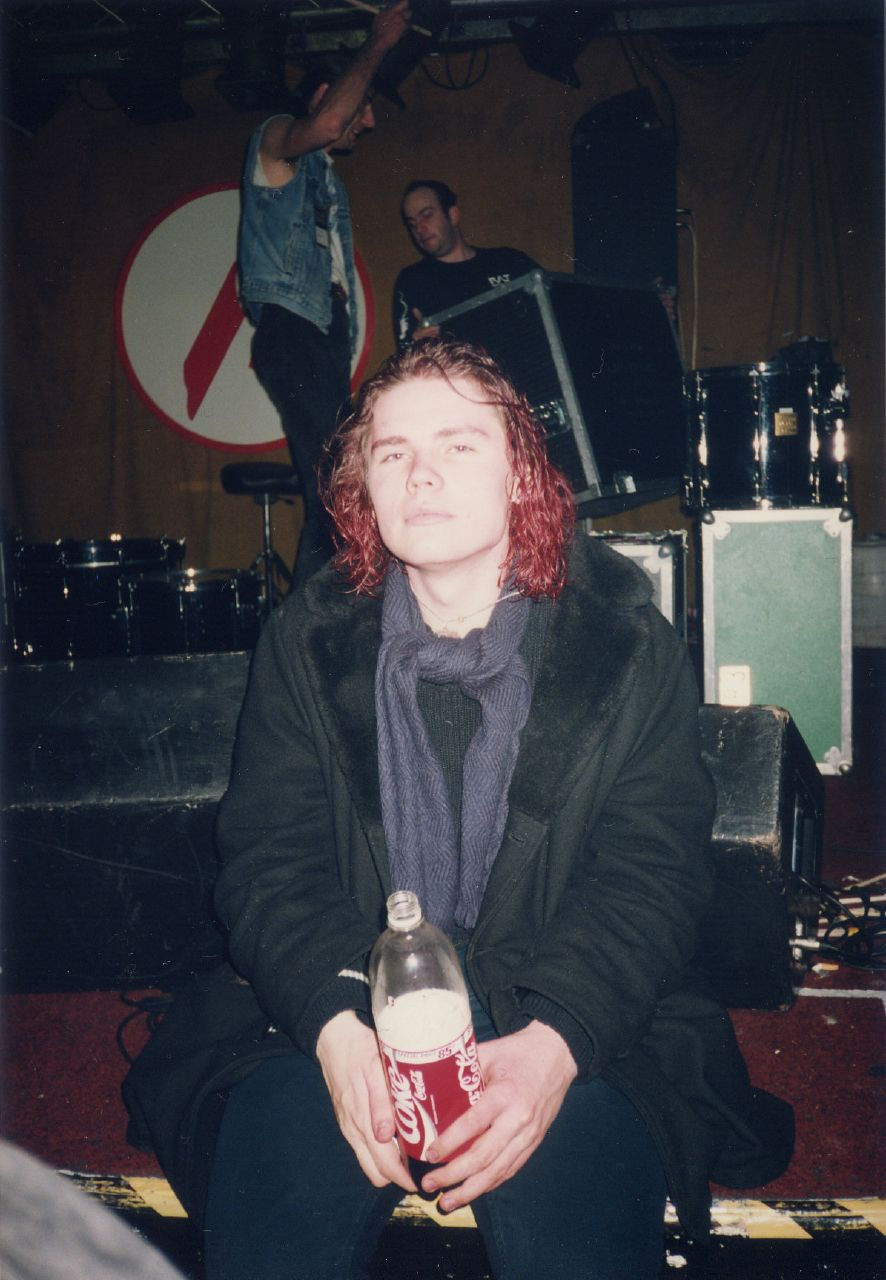
Billy Corgan en la era de Gish.

Billy escribió un programa de música para la película Ransom y tocó con Matt Walker (uno de los bateristas invitados a la grabación de Adore), también hizo la música para la película Stigmata.
También participó en el álbum solista de Tony Iommi titulado Iommi, lanzado por la discográfica Priority Records el 17 de octubre de 2000. Para la ocasión, escribió junto al guitarrista de Black Sabbath la canción «Black Oblivion», donde además cantó.
The Smashing Pumpkins se disolvió tras el disco Machina/The Machines of God.
En 2002, colaboró con Marianne Faithfull, componiendo algunas canciones para su álbum Kissin' Time.
Posteriormente, creó el grupo Zwan, con quien solo grabó un disco destacando la canción «Honestly». Durante una entrevista en WGN-9, el 15 de septiembre de 2003, Corgan anunció la separación de Zwan, además de confirmar sus intenciones de grabar un álbum como solista.
El 17 de febrero de 2004, Corgan publicó un mensaje confesional en su weblog, en el cual acusó al guitarrista James Iha de haber sido el responsable de la desintegración de The Smashing Pumpkins cuatro años antes. El 3 de junio de 2004 publicó una disculpa a Iha.
El 1 de octubre de 2004 salió a la venta su primera compilación de poemas, titulada Blinking with Fists, la cual llevó en la portada una ilustración creada por Yelena Yemchuk. El libro debutó en la lista de los más vendidos según The New York Times y fue el libro de poesía más vendido en Estados Unidos en su primera semana de publicación.
Entre el 22 y el 29 de junio de 2004, grabó junto a Jimmy Chamberlin Complex la canción «Loki Cat», la cual formó parte del álbum Life Begins Again, lanzado el 25 de enero de 2005.

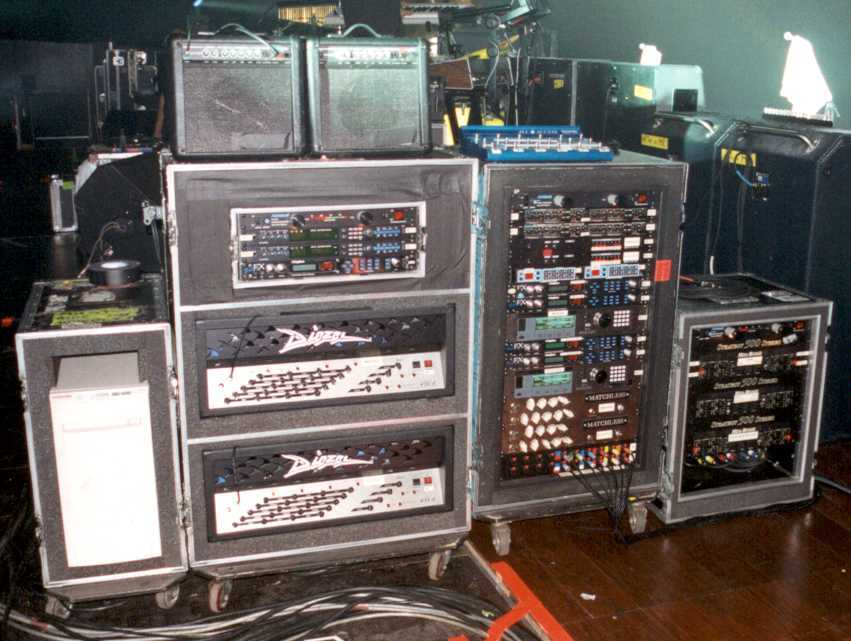
Los amplificadores de Billy Corgan.

Su primer álbum como solista, titulado TheFutureEmbrace, fue lanzado por medio de la discográfica Reprise Records el 21 de junio de 2005. Corgan formó un grupo compuesto por Linda Strawberry, Brian Liesegang y Matt Walker, para la gira promocional de su álbum.
El 21 de junio de 2005, con motivo del lanzamiento oficial de TheFutureEmbrace, publicó un anuncio de una página en el periódico Chicago Tribune, anunciando entre otras cosas, su intención de volver a reunir a The Smashing Pumpkins. «Desde hace un año - escribió - estoy rondando un secreto, un secreto que he elegido guardar. Pero ahora quiero que sean los primeros en saber que tengo planes de renovar y resucitar a los Smashing Pumpkins. Quiero que vuelva mi banda, mis canciones y mis sueños». Esto fue confirmado el 20 de abril de 2006, cuando el grupo publicó un anuncio en el sitio web oficial que confirmaba la reunión y los planes de grabar un nuevo álbum en verano (en el hemisferio norte). Más tarde, el 28 de julio de 2006, fue publicado un mensaje en la web oficial, diciendo que el grupo se encontraba en esos momentos en estudio, preparando el primer álbum tras siete años de receso.
En marzo del 2008, invita a Ray Toro a la reedición de su canción «The Camera Eye». En 2009, la compañía de videojuegos Neversoft lanzó su juego Guitar Hero: World Tour en donde Corgan es un personaje que aparece para tocar la canción "Today".
En abril de 2015, se confirma que se une al equipo creativo de Total Nonstop Action Wrestling (TNA), y el mismo dio a conocer en una entrevista que fue nombrado como Productor Senior, Creativo y Desarrollo de Talento. Es fan de la lucha libre profesional, y escenificó peleas para la televisión, desarrollará personajes y escribirá historias para Impact Wrestling.
Tras su labor como productor creativo, el 12 de agosto de 2016 fue nombrado nuevo presidente de TNA Wrestling, adquiriendo así mayor liderazgo para poder seguir impulsando la empresa, tal y como declaró su predecesora en el puesto Dixie Carter. El 3 de noviembre, Anthem Sports adquirió el paquete accionario de TNA, saldando la deuda de la compañía con Corgan, el cual abandonó la empresa tras la operación. Sin embargo, se mantendría en el ambiente de la lucha libre, al adquirir en mayo de 2017 los derechos de la legendaria National Wrestling Alliance (NWA), siendo el actual presidente de la misma desde octubre.
El 13 de octubre de 2017 sacó a la venta su nuevo disco, Ogilala, precedido del sencillo «Aeronaut».
En lo que respecta a su pensamiento político, en una entrevista de 2018 se autodefinió como «un libremercadista, libertario y capitalista».

## Discografía
A la fecha, Billy Corgan ha publicado dos álbumes como solista. Además ha participado como guitarrista y cantante en The Smashing Pumpkins y Zwan (como líder de ambos grupos), además de otras apariciones como artista invitado en otros álbumes. Acaba de sacar su nuevo álbum donde destaca la canción "A stitch in time".

### Álbumes
- TheFutureEmbrace (2005)

- Ogilala (2017)

### Sencillos
- Walking Shade (2005)